# Широкорот блакитногорлий
Широкорот блакитногорлий (Eurystomus gularis) — вид сиворакшоподібних птахів родини сиворакшових (Coraciidae).

## Поширення
Вид поширений в Західній та Центральній Африці з Гвінеї до північної Анголи та Уганди, включаючи острів Біоко.

## Опис
Птах завдовжки до 25 см, вагою 82-117 г. Це пухкий птах з великою головою. Оперення каштанового забарвлення. Горло та низ хвоста блакитні. Крила пурпурово-сині. Дзьоб яскраво-жовтий.

## Спосіб життя
Трапляється на узліссях, галявинах, вздовж водойм. Полює на літаючих комах. За день один птах може з'їсти до 700 комах, загальною вагою до 40 г. В період розмноження активно охороняє свою територію. Гніздо облаштовує в дуплах дерев. У гнізді 2-3 яйця.